# 2183 Neufang
2183 Neufang је астероид главног астероидног појаса са пречником од приближно 30,7 .
Афел астероида је на удаљености од 4,119 астрономских јединица (АЈ) од Сунца, а перихел на 1,890 АЈ.
Ексцентрицитет орбите износи 0,370, инклинација (нагиб) орбите у односу на раван еклиптике 18,087 степени, а орбитални период износи 1902,493 дана (5,208 година).
Апсолутна магнитуда астероида је 11,5 а геометријски албедо 0,047.
Астероид је откривен 26. јула 1959. године.